# Podarochna
Le podarochna ou podorochna (en russe : подорожная, podorojnaïa) aurait été, selon toute vraisemblance, un passe-droit émis par le tsar. Celui-ci permettait à son détenteur de profiter des meilleures conditions de voyage possible alors en Russie, telles que le droit de réquisition et le droit de passage, prévalant sur n'importe quel arrêté autre que du tsar lui-même.
Podorojnaïa est la forme féminine de l'adjectif qualificatif podorojny, littéralement « le long du chemin ». Le mot est donc féminin en russe.

## Mentions

### Michel Strogoff
Jules Verne donne à son personnage Michel Strogoff, courrier du tsar, dans le roman du même non, un podarochna pour lui permettre de mener à bien sa mission, mission qui est de délivrer un message au frère du tsar à Irkoutsk en traversant une Sibérie envahie par les Tatares [réf. souhaitée]. Dans le texte, le podarochna permet au héros de quitter le gouvernement de Novgorod malgré un arrêté du gouverneur interdisant la sortie pour les Russes et l'expulsion des Asiatiques. Il aurait aussi été possible au héros de réquisitionner quelque moyen de transport que ce soit, quoique le courrier ne le fit pas pour ne pas être démasqué en sa qualité de courrier.
Dans le chapitre IV de Michel Strogoff Jules Verne apporte les précisions suivantes : « Ce podarochna […] autorisait Nicolas Korpanoff à se faire accompagner, le cas échéant, d'une ou plusieurs personnes, et, en outre, il était, par mention spéciale, valable même pour le cas où le gouvernement moscovite interdirait à tous autres nationaux de quitter la Russie. Le podarochna n'est autre chose qu'un permis de prendre les chevaux de poste. »

### Revue des deux Mondes
Xavier Marmier fait mention du podarochna comme une sorte de passeport. Il se le fait d'ailleurs viser à moult reprises.

## Les textes sur Wikisource
- (fr) Michel Strogoff, sur Wikisource
- (fr) Revue des deux Mondes, sur Wikisource